# Mona (Utah)
Mona é uma cidade  localizada no estado norte-americano de Utah, no Condado de Juab.

## Demografia
Segundo o censo norte-americano de 2000, a sua população era de 850 habitantes.
Em 2006, foi estimada uma população de 1198, um aumento de 348 (40.9%).

## Geografia
De acordo com o United States Census Bureau tem uma área de
3,7 km², dos quais 3,6 km² cobertos por terra e 0,1 km² cobertos por água. Mona localiza-se a aproximadamente 1496 m acima do nível do mar.

## Localidades na vizinhança
O diagrama seguinte representa as localidades num raio de 20 km ao redor de Mona.